# شين بيرن (متسابق دراجات نارية)
شين بيرن (بالإنجليزية: Shane Byrne)‏ مواليد 10 ديسمبر 1976 في لندن، هو متسابق دراجات نارية بريطاني سابق. نافس في بطولة العالم للسوبربايك وبطولة العالم للموتو جي بي.

## وصلات خارجية
- شين بيرن على موقع MotoGP.com (الإنجليزية)
- شين بيرن على موقع WorldSBK.com (الإنجليزية)

- الموقع الإلكتروني